# Lenwebbia paluma
Lenwebbia paluma är en snäckart som beskrevs av Stanisic 1993. Lenwebbia paluma ingår i släktet Lenwebbia och familjen Charopidae. Inga underarter finns listade i Catalogue of Life.